# Плоскопараллельное движение
Плоскопаралле́льное движе́ние (плоское движение) — вид движения абсолютно твёрдого тела, при котором траектории всех точек тела располагаются в плоскостях, параллельных заданной плоскости.
Примером плоскопараллельного движения по отношению к вертикальной плоскости, относительно которой тело движется в параллельном направлении, является качение колеса по горизонтальной дороге (см. рисунок).

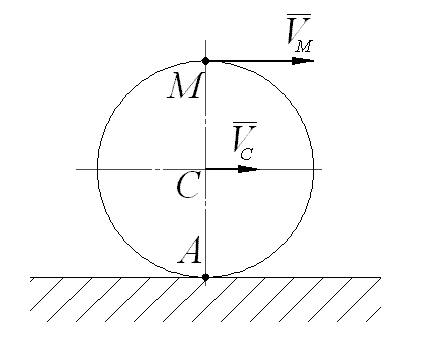
Пример плоскопараллельного движения относительно плоскости чертежа — качение колеса по горизонтальной дороге. Все точки колеса движутся параллельно плоскости рисунка.

Здесь плоскопараллельное движение в каждый момент времени может быть представлено в виде суммы двух движений — полюса C, являющегося не чем иным, как центром вращения колеса в связанной с ним системе координат (в общем случае по любой траектории на плоскости с точки зрения неподвижного наблюдателя) и вращательного движения остальных точек тела вокруг этого центра.
Вращение тела в случае его плоскопараллельного движения не является необходимым признаком последнего.
В таком случае вектор абсолютной скорости движения любой точки будет определяться векторной суммой переносной скорости движения центра вращения С (одинаковой для расчёта скорости любой точки колеса) и вектора относительной скорости выбранной точки, зависящей от её положения, угловой скорости вращения и расстояния от центра.
Если в данный момент для точки контакта колеса с поверхностью (точки А) эти скорости равны по модулю и противоположны по направлению, имеет место случай чистого (без проскальзывания) качения, что показано на рисунке. Только в этом случае скорость точки М будет в 2 раза больше скорости точки С и направлена в ту же сторону.
В общем случае их соотношение может быть любым не только по величине, но и по направлению.

## Замечание
В случае отсутствия проскальзывания трение соприкасающейся с опорой части колеса есть трение покоя, а коэффициент трения покоя, как правило, больше коэффициента трения скольжения. Поэтому не целесообразно доводить торможение до состояния, когда колёса идут «юзом»